# Suchanun Viratprasert
Suchanun Viratprasert (ur. 1 stycznia 1983 w Bangkoku) – tajska tenisistka.
W sierpniu 1997 roku, jako czternastolatka, zagrała po raz pierwszy w rozgrywkach cyklu ITF, w Samut Prakan w Tajlandii. Wygrała tam kwalifikacje i wystąpiła w turnieju głównym, w którym jednak odpadła po pierwszej rundzie. Tydzień później ponownie wygrała kwalifikacje, tym razem w Bangkoku, a w fazie głównej turnieju dotarła do ćwierćfinału. Dzięki tym sukcesom została zauważona przez organizatorów turnieju WTA w Pattaya i w 1999 roku otrzymała od nich dziką kartę do udziału w kwalifikacjach do tego właśnie turnieju. Debiut nie był udany i tenisistka odpadła w pierwszej rundzie. Był to jedyny występ na kortach w 1998 roku. W 1999 roku wygrała swój pierwszy turniej ITF w Dżakarcie, pokonując w finale reprezentantkę gospodarzy Irawati Iskandar.
W latach 2000–2003 kontynuowała grę w turniejach ITF a także reprezentowała swój kraj w rozgrywkach Pucharu Federacji. W 2004 roku zagrała w kwalifikacjach do turniejów wielkoszlemowych ale za każdym razem kończyła swój udział na pierwszej rundzie. Wystąpiła także, po raz pierwszy w karierze, w turnieju głównym WTA w Taszkencie, w którym w pierwszej rundzie pokonała ją Niemka, Anca Barna. W następnym roku otrzymała dziką kartę do turnieju WTA w Bangkoku, gdzie wygrała swój pierwszy mecz w tego typu rozgrywkach, pokonując w pierwszej rundzie Hsieh Su-wei.
W czasie swojej kariery nie wygrała żadnego turnieju cyklu WTA ale wygrała dziewięć turniejów w grze singlowej i sześć w deblowej rangi ITF.

## Wygrane turnieje rangi ITF
| turnieje z pulą nagród 100 000 $ |
| turnieje z pulą nagród 75 000 $  |
| turnieje z pulą nagród 50 000 $  |
| turnieje z pulą nagród 25 000 $  |
| turnieje z pulą nagród 15 000 $  |
| turnieje z pulą nagród 10 000 $  |

### Gra pojedyncza
|    | Data       | Turniej     | Kat. | ($)    | Naw.      | Finalistka               | Wynik         |
| 1. | 24/10/1999 | Dżakarta    | ITF  | 10 000 | twarda    | Irawati Iskandar         | 6:4, 6:1      |
| 2. | 20/08/2000 | Nonthaburi  | ITF  | 10 000 | twarda    | Jeon Mi-ra               | 7:5, 1:6, 6:1 |
| 3. | 18/11/2001 | Haibara     | ITF  | 10 000 | dywanowa  | Sachie Umehara           | 6:3, 5:7, 6:4 |
| 4. | 16/02/2003 | Ćennaj      | ITF  | 10 000 | twarda    | Verena Beller            | 6:2, 6:2      |
| 5. | 07/09/2003 | Nowe Delhi  | ITF  | 10 000 | trawiasta | Khoo Chin-bee            | 6:2, 6:4      |
| 6. | 14/09/2003 | Bengaluru   | ITF  | 10 000 | trawiasta | Meghha Vakaria           | 6:2, 6:1      |
| 7. | 18/04/2004 | Ho Chi Minh | ITF  | 25 000 | twarda    | Goulnara Fattakhetdinova | 6:4, 6:0      |
| 8. | 14/09/2008 | Noto        | ITF  | 25 000 | dywanowa  | Kumiko Iijima            | 6:4, 6:4      |
| 9. | 06/09/2008 | Tsukuba     | ITF  | 25 000 | twarda    | Kurumi Nara              | 6:3, 6:4      |